# (26310) 1998 TX6
1998 تي أكس 6 (ويعرف أيضًا باسم (26310) 1998 تي أكس 6 وفق تسمية الكوكب الصغير) (بالإنجليزية: 1998 TX6)‏ هو كويكب ضمن حزام الكويكبات؛ وترتيبه 26310 من حيث الاكتشاف.
اكتُشف هذا الجُرم الفلكي بواسطة سبيس واتش في 14 أكتوبر 1998.

## وصلات خارجية
- (26310) 1998 TX6 في قاعدة بيانات مختبر الدفع النفاث لأجرام النظام الشمسي الصغيرة

- الاكتشاف · مخطط المدار ·  العناصر المدارية · المعلمات المادية

- (26310) 1998 TX6 على موقع ويكي سكاي: DSS2, SDSS, GALEX, IRAS, Hydrogen α, X-Ray, Astrophoto, Sky Map, Articles and images